# Empire State (film 2013)
Empire State è un film del 2013 diretto da Dito Montiel.
Con protagonisti Dwayne Johnson e Liam Hemsworth, è il primo film diretto da Dito Montiel senza la partecipazione dell'attore Channing Tatum.
La pellicola ricostruisce la storia di una rapina realmente avvenuta nel 1982, ritenuta una delle più grandi effettuate nella storia degli Stati Uniti d'America.

## Trama
Chris Potamitis, un giovane greco-americano che vive nella "giungla" del Queens (New York), dopo essere stato rifiutato dall'Accademia di Polizia locale, viene assunto come guardia di sicurezza in una ditta che raccoglie gli incassi di varie attività commerciali, la Empire State, custodendole in un proprio deposito. Il ragazzo si salva da un tentativo di rapina al furgone portavalori, nel quale perde la vita il suo collega. Chris, spostato a guardia del deposito, è schifato da come l'azienda abbia trattato la vedova del suo collega, approfitta delle clamorose falle nella sicurezza interna per sottrarre 25 000$ nel deposito che ne contiene diversi milioni. Donato parte del denaro alla vedova del collega, sperpera il resto con il suo migliore amico, Eddie, che subito coinvolge due soggetti della malavita greco-americana con i quali poter pianificare una rapina in grande stile.
Una notte, con la complicità di Chris, Mike Dimitriu ed Eddie stanno per irrompere nel deposito quando l'arrivo della polizia fa sfumare il colpo che, in realtà, viene tentato da un'altra banda di criminali. Chris, pur mostrando inizialmente un comportamento sospetto, si riscatta poi uccidendo uno dei rapinatori che stava aggredendo il detective Ransome del New York City Police Department. Mike, pensando di essere stato tradito dall'amico Jimmy che non aveva voluto partecipare al colpo, gli spara in faccia in un agguato, lasciandolo a terra credendolo morto.
Eddie, che con la scomparsa di Jimmy, porta avanti con Mike un importante traffico di droga, decide comunque di ritentare il colpo al deposito, nonostante Chris cerchi di dissuaderlo.
Così, pochi giorni più tardi, Chris, dopo aver avvertito strani rumori al piano superiore, assiste all'irruzione di Eddie nel deposito della Empire State. Dopo un alterco con l'amico, Eddie prima disattiva la telecamera, poi stordisce Chris e porta a segno un colpo plurimilionario.
Ransome torna nuovamente all'Empire, dove stavolta c'è anche l'FBI, e Potamitis, pur lasciando molti dubbi, non viene incriminato. Al caso si interessa il procuratore distrettuale Giuliani il quale, data la portata del colpo, rivolge la sua attenzione verso le maggiori organizzazioni malavitose di New York, arrestando in particolare molti appartenenti a potenti famiglie della mafia italiana. Chris, vuole chiudere definitivamente con Eddie che comunque gli consegna la metà bottino, trattenendosi per sé l'altra metà che utilizzerà per concludere una trattativa con dei trafficanti colombiani.
La polizia è ormai sulle tracce di Eddie mentre Mike è raggiunto e ucciso dal suo capo Spyro, anche perché Jimmy era sopravvissuto al regolamento di conti precedente. Chris, che ha messo al sicuro il bottino, fugge da Spyro ma è ricercato anche dalla polizia che ha le prove del suo coinvolgimento nel colpo.
Nella fuga Chris trascina l'amico verso il loro quartiere dove il padre, esasperato nel vedere il figlio in balia di un soggetto che è costantemente causa di soli guai, ferisce Eddie con una calibro 9mm, per poi essere arrestato con i due ragazzi dall'FBI.
Il film si conclude con dei filmati originali che mostrano servizi televisivi dedicati a quello che all'epoca fu considerato il più grande furto della storia degli Stati Uniti d'America, con allusione alla circostanza che gli arrestati siano comunque riusciti ad occultare diversi milioni di dollari. I titoli di coda informano che Chris ed Eddie vennero rilasciati dalla Prigione Federale il 10 ottobre 1991.

## Produzione
Il budget della pellicola è stato di circa 11 milioni di dollari.
Le riprese del film iniziano nel mese di maggio e terminano a giugno 2012. Si svolgono tra gli Stati Uniti d'America ed il Canada, tra le città statunitensi di New Orleans e New York e quella canadese di Toronto.

## Distribuzione
Il primo trailer del film viene pubblicato il 19 giugno 2013.
La pellicola è stata presentata negli Stati Uniti d'America il 19 marzo 2013 durante il Gasparilla International Film Festival, mentre verrà distribuita direttamente sul mercato direct-to-video a partire dal 3 settembre 2013.

### Divieto
Il film viene vietato ai minori di 18 anni negli Stati Uniti d'America per la presenza di linguaggio esplicito,violenza,uso di droghe e pornografia.